# شیرانا شهبازی
شیرانا شهبازی (زاده Not recognized as a date.  Years must have 4 digits (use leading zeros for years < 1000).) عکاس زادهٔ ایران مقیم سوئیس است. کارهای وی بیشتر شامل تصاویر بزرگ مفهومی از زندگی روزمره و آثاری از گونهٔ چیدمان هستند. شهبازی در سال ۱۹۷۴ در تهران متولد شده و در ۱۹۸۵ به آلمان مهاجرت کرد، وی بین سال‌های ۱۹۹۵ تا ۱۹۹۷ در دانشگاه هنر و علوم کاربردی شهر دورتموند به تحصیل در زمینهٔ عکاسی و طراحی پرداخت. از سال ۹۷ تا ۲۰۰۰ شهبازی به فعالیت تخصصی عکاسی در دانشگاه هنر زوریخ مشغول بود.